# El día que me quieras (telenovela)
El día que me quieras fue una telenovela argentina coproducida por Televisa y Canal 13. Escrita por Norberto Montero,  y Aldo Boetto, sobre una historia original de Tabaré Pérez. Protagonizada por Grecia Colmenares y Osvaldo Laport. Antagonizada por la primera actriz Chela Castro y los primeros actores María Cristina Laurenz, Alicia Zanca y Tony Vilas como actor invitado.
También contó con las actuaciones especiales de  María Socas  y los primeros actores Tincho Zabala, Constanza Maral, María Rosa Fugazot, Pepe Novoa y Susana Ortiz. Está telenovela fue la última producción que Televisa realizó en Argentina luego de su asentamiento en el país.

## Argumento
Es la historia de Soledad, una muchacha nacida de la relación de Angelita, una rica heredera con un peón de la Estancia Soledad ubicada en Argentina en 1969. Doña Fernanda la matriarca de la familia manda a Francisco Aldana, el capataz de su hacienda a eliminar a la niña que ha nacido ciega.
Francisco se apiada de Soledad y la cría como hija suya, huyendo con ella hacia México. Más tarde 20 años después, Francisco en su lecho de muerte le cuenta la verdad a Soledad y le confiesa que su madre no esta muerta sino que vive en Buenos Aires encerrada en un manicomio.
Es así como Soledad decide partir a Buenos Aires en busca de su madre y el destino la cruza con Lucho, un hombre humilde, sin instrucción que trabaja como camionero. Lucho es hijo de una hermana de Francisco.
Lucho esta perdidamente enamorado de una muchacha rica, de alta sociedad, Gabriela Mendoza. Por amor a Gabriela, Lucho decide estudiar, mejorar su cultura y sus modales, para su buena fortuna hace que resulte el ganador de un premio millonario de la lotería.
Lucho logra casarse con Gabriela pero su matrimonio resulta infeliz y humillante. Es así como el hombre repara en Soledad y comienza su historia de amor que deberá afrontar muchas dificultades para llegar a un feliz desenlace. Soledad encuentra su verdadera familia y resulta heredera de una gran fortuna, recupera la vista y se casa con Lucho.

## Elenco
- Grecia Colmenares como Soledad.
- Osvaldo Laport como Lucho.
- Alicia Zanca como Angelita Ledesma.
- Tony Vilas como Rodolfo Mendoza.
- Chela Castro como Doña Fernanda Ledesma.
- María Cristina Laurenz como Rosarío Ledesma de Mendoza.
- Francisco Avendaño como Doctor Alejandro.
- Ricardo Bauleo como Ramiro.
- Rita Cortese como Rómula Aldana.
- María Rosa Fugazot como Lola.
- Susana Ortiz como Virgina Aldana.
- Jean Pierre Noher como Willy.
- Jorge Suárez como Mario.
- Constanza Maral como Fabiola.
- Pepe Novoa como Pepe.
- Tincho Zabala como Padre Manuel.
- María Socas como Gabriela Mendoza Ledesma.
- Verónica Varano como Carla
- JuanMa Muñoz como Abogado.
- Víctor Bruno como Renato.
- Isabel Quinteros como Malarte.
- Edward Nutkievich como Roberto.
- Marcela Ruiz como Estefanía.
- Marcela Ferradás como Antonia.
- Emilio Bardi como Luiggi
- Ana María Ambas como Pía.
- Néstor Sánchez como Facundo.
- María Paracampo como Paola.
- Fabio Aste como Luciano.
- Ricardo Mella como Martín.
- Gustavo Mac Lenan como Julián.
- Mara Linares como Chuqui.
- Valeria Lorca como Trini.
- Carola Islas como Pilar.
- Daniel Mireno como Franciscio Aldana

## Equipo de producción
- Historia Original: Tabaré Pérez
- Libretos: Norberto Montero 
 Cristina Portorrico 
 Aldo Boetto
- Dirección Autoral: Raúl Astor
- Escenografía: Rolando Fabián
- Ambientación: Graciela Fraguglia
- Vestuario: Mónica Mendoza
- Iluminación: Juan Carus
- Sonido: Claudio Gómez
- Musicalización: Ricardo Renaldi
- Edición: Juan Carlos Bianchi 
 Daniel Pombo
- Producción de exteriores: Quique Aguilar 
 Mariano Olmedo
- Iluminación de exteriores: Jorge Macias
- Dirección de exteriores: Daniel Aguirre
- Producción: Laura Couto 
 María José Fuente Buena
- Asistente de dirección: Eduardo Medina 
 Gala Fronti
- Producción ejecutiva: Susana Rudni
- Dirección: Tato Pfleger-Alberto Cortés

- Datos: Q28518280